# 曹家元
曹家元，又名曹正位，四川省巴中县（今巴中市）人，中华人民共和国时期称帝者，1982年在四川省巴中县青山乡曹家沟称帝。

## 早期生平
曹家元原为四川巴中县青山乡曹家沟农民，自1982初开始利用巴中山乡地区医疗条件相对落后，当地农民普遍敬畏鬼神，得病寄希望于巫医神术的状况，自称“真龙附体”、“玉皇大帝下凡”等，以“驱邪治病”为名在当地从事宗教迷信活动，借机扩大影响。遂在数月之内，就有来自巴中县的青山乡、福兴乡，南江县的朱公乡、凤仪乡、正直乡等5个乡200余名乡民前去拜曹家元为师，前往求神“化水”者络绎不绝。

## 稱帝事件
曹家元在认为其组织羽翼已丰，自己称帝的条件已成熟后，遂选定1982年5月16日，即16年前“文化大革命”全面发动的这一日举行登基仪式，取“乱中开国”之意。经过历时3天的筹备，1982年5月16日中午12时，登基仪式在位于曹家沟的曹家元家院落中伴随着鞭炮与锣鼓声响起而拉开序幕。中午12时30分，在曹家元大徒弟陈从强的主持下，登基正式开始。曹家元身着龙袍坐于用木椅代之的皇位上，其党羽或坐，或站立分列于其左右两侧，男女老幼等共计81名信徒跪倒前排，三呼万岁。曹家元随后宣布自己从此更名为“曹正位”，不许再向其称呼曹家元这个名字，并要求信徒铭记自己是皇帝。为笼络其骨干，曹家元随后又当场分封如下官职：
- 大徒弟陈从强，为“清官”、“包青天”，负责办案、审案
- 二徒弟马明华（女），为“观音圣母”、“女皇”，分管“化神水”，监理内务
- 三徒弟蹇明秀（女），为“梨山老母”，负责收徒事宜，助理内务
- 四徒弟曹玉元，为“龙王三太子”，专司财务、后勤和群众工作
- 五徒弟曹湘元，为“大将军”，负责治安、镇卫殿堂，兼程保密诸事
- 曹永玉、曹碧华、曹菊华、曹银华、曹金华、曹爱华、王秀英等7名女徒弟，封为“七仙姬”，负责宣传、文艺工作……

其间，被封为“龙王三太子”的曹玉元因曹家元当皇帝而突然心生妒忌，欲篡位改由自己称帝，遂上前将曹家元从宝座上强行推下后自己坐于上面。会场秩序开始混乱，致使登基仪式一度中断。后曹玉元经劝说放弃了篡位的想法，曹家元又重新坐回皇位，登基仪式得以继续进行。最后，曹家元以玉皇大帝的名义颁布昭旨三道，内容为：
- 一、守卫曹家院祖坟，防止坏人破坏坟地风水。”
  - “龙王三太子”指派曹氏本房曹某等6人，放弃生产，手持锄把、扁担，日夜轮流守卫在曹家坟冢。
- 二、凡为吾教信徒者，必须无条件地遵守以下规章和条例：
  - 1.尊崇上帝。每逢初一、十五，必须虔诚敬奉玉皇大帝、齐天大圣、关公等105位大师尊。
  - 2.绝对服从曹玉皇的统一领导、指挥和制裁。
  - 3.要坚定立场、信念，不得有半点质疑、动摇、变节行为。
  - 4.积极发展信徒。
  - 5.要精诚团结，同心协力。
  - 6.要与人为善，施仁政于人，以救人渡灾免劫为本。给人化水治病，不准收钱收物。
  - 7.要严守机密，不准向政府和机关人员泄露消息。
  - 8.不准在市镇出神和化水，以免招惹麻烦。
- 三、苦练道法，救人免灾。

登基仪式结束当晚，曹家院落内又举行了一台“七仙姬歌舞晚会”，用来为曹家元登基助兴，众信徒于曹家院落内云集，周围附近的一些民众也到场看热闹。
此后，曹家元又颁布御旨，规定信徒集中时间演练“腾云驾雾法”、“定根法”、“箍山法”、“剪刀法”、“千金榨法”、“剑指法”等道法用来蛊惑乡民。
自1982年5月16日曹家元正式登基之日起，由于曹家沟当地众多民众开始投入到看守曹氏祖坟，“出神”化水和演练道法等活动中去，致使当地鲜有人再下地劳动，使农业生产受到严重影响，遂引起了有关方面的警觉。当地区、乡派出的大战“红五月”生产检查组来到曹家沟通过调查发现这一情况后，立即上报至巴中县公安局，警方遂开始立案侦查。后曹家元、陈从强2人被分别以首犯和主犯的身份被警方逮捕归案，押送至巴中县公安局审查。马明华、蹇明秀、曹玉元、曹湘元、曹南山等5人，被予以行政拘留审查处分。